# Ștefan al V-lea al Ungariei
Ștefan al V-lea al Ungariei (maghiară: V. István, croată: Stjepan V., slovacă: Štefan V; n. 18 octombrie 1239, Buda, Regatul Ungariei – d. 6 august 1272, Insula Csepel, Budapesta, Ungaria) a fost rege al Ungariei și Croației între 1270 și 1272 și duce al Stiriei din 1258 până în 1260. A fost fiul cel mare al regelui Béla al IV-lea și al Mariei Lascaris.

## Familie
Fiica sa, Caterina, s-a căsătorit cu viitorul rege Ștefan Dragutin, fiul lui Ștefan Uroș I al Serbiei.

## Legături externe
- en The Encyclopædia Britannica's article of Stephen V